# I Want to Tell You
〈I Want to Tell You〉는 1966년 음반 《Revolver》의 영국의 록 밴드 비틀즈의 곡이다. 이 곡은 이 밴드의 리드 기타리스트인 조지 해리슨이 작사하고 불렀다. 〈Taxman〉과 〈Love You To〉 이후, 그것은 《Revolver》에서 녹음된 세 번째 해리슨 작문으로, 그가 비틀즈 음반에 두 곡 이상의 곡을 할당 받은 것과 존 레논과 폴 매카트니가 등장하기 시작한 것 외에 처음이었다.
〈I Want to Tell You〉를 쓸 때 해리슨은 환각제 LSD로 실험을 통해 영감을 얻었다. 이 가사는 나중에 그가 "기억하거나 말하거나 전달하기가 너무 어려운 생각의 산사태"라고 말한 것을 다루고 있다. 이 곡의 철학적인 메시지와 함께 해리슨의 말을 더듬는 기타 리프와 그가 멜로디에 사용하는 불협화음은 의미 있는 의사소통을 이루는 어려움을 반영한다. 이 녹음은 매카트니가 그의 베이스 기타 부분을 연주한 것은 비틀즈의 후속 녹음에서 흔해진 기술인 노래의 리듬 트랙을 완성한 이후 처음이다.